# Marie-Martine Schyns
Marie-Martine Schyns (Verviers, 19 mei 1977) is een Belgisch politica voor cdH, sinds maart 2022 Les Engagés genaamd.

## Levensloop
In 1999 behaalde Schyns het diploma van licentiaat in de Romaanse filologie aan de Universiteit Luik en in 2002 behaalde ze aan dezelfde universiteit een postgraduaat in de bestuurswetenschappen. Na haar studies was ze van 2000 tot 2011, met een onderbreking tussen 2008 en 2010, leerkracht Frans aan het Institut Saint-Michel in Verviers.
Ze raakte zeer actief betrokken bij het lokale verenigingsleven in Herve, waaronder jeugdverenigingen en de organisatie van een muziekfestival. In oktober 2000 werd ze voor de toenmalige PSC, vanaf 2002 cdH genaamd, verkozen tot gemeenteraadslid van de stad. In januari 2001 werd Schyns schepen van Cultuur, Toerisme, Jeugd, Informatie en Communicatie. Na de gemeenteraadsverkiezingen van 2006 bleef ze schepen, tot ze in juli 2010 om familiale redenen ontslag nam. Sindsdien is ze gemeenteraadslid. Ook was ze van 2003 tot 2013 voorzitter van de toeristische dienst van de stad, van 2005 tot 2010 bestuurder van de Fondation rurale de Wallonie, het Waalse overheidsagentschap voor plattelandsontwikkeling, en van 2011 tot 2017 vicevoorzitter van de cdH-federatie van het arrondissement Verviers.
Bij de federale verkiezingen van juni 2007 stond Marie-Martine Schyns als tweede opvolger op de Kamerlijst van het cdH in de kieskring Luik. In april 2008 werd ze federaal volksvertegenwoordiger in opvolging van staatssecretaris Melchior Wathelet. Ze legde zich er toe op dossiers rond de impact van leefmilieu op de volksgezondheid, duurzame ontwikkeling, klimaat en energie, maar ook op de hervorming van de hulpdiensten en de politiezones. Schyns zetelde tot aan de verkiezingen van juni 2010 en stond toen opnieuw als tweede opvolger op de lijst. Na de lange federale regeringsonderhandelingen werd Schyns in december 2011 opnieuw Kamerlid ter vervanging van Melchior Wathelet. Ze bleef in de Kamer zetelen tot in juli 2013 en werd toen minister in de Franse Gemeenschapsregering, waar ze Marie-Dominique Simonet opvolgde als minister van Verplicht Onderwijs en Onderwijs voor Sociale Promotie.
Bij de Waalse verkiezingen van mei 2014 werd Schyns als lijsttrekker verkozen in het arrondissement Verviers en nam ze zitting in het Waals Parlement en het Parlement van de Franse Gemeenschap. Nadat haar ministerschap in juli 2014 ten einde was gekomen, werd Schyns in het Waals Parlement lid van de commissie Economie en Innovatie. Ze diende er in 2016 een rapport in over de digitale revolutie en het belang van digitale ontwikkeling voor de Waalse economie, alsook een voorstel tot decreet om de kweek van pelsdieren te verbieden. In het Parlement van de Franse Gemeenschap was Schyns van 2014 tot 2016 fractieleider voor haar partij. In april 2016 vertrok ze uit het parlement om Joëlle Milquet op te volgen als minister van Verplicht Onderwijs in de Franse Gemeenschapsregering. In deze functie bekommerde ze zich onder meer om de voltooiing van het Pacte d'Excellence, de hervorming van het Franstalig secundair onderwijs. Ze bleef ditmaal minister tot in september 2019.
In mei 2019 werd Schyns opnieuw verkozen in het Waals Parlement en indirect in het Parlement van de Franse Gemeenschap. In de legislatuur 2019-2024 nam ze er plaats op de oppositiebanken. In het Waals Parlement werd ze vicevoorzitter van de commissie Economie, Ruimtelijke Ordening en Landbouw en was ze in 2021-2022 een actief lid van de onderzoekscommissie naar de oorzaken en het crisisbeheer van de catastrofale overstromingen van juli 2021. Ook diende ze meerdere voorstellen tot resolutie in, onder meer rond het internationale handelsakkoord Mercosur en het Waalse strategisch plan inzake het Gemeenschappelijk landbouwbeleid in de periode 2023-2027. In het Parlement van de Franse Gemeenschap zetelde ze in de commissie Onderwijs. Bij de Waalse verkiezingen van juni 2024 ambieerde ze geen nieuw parlementair mandaat meer en werd ze laatste opvolger in het arrondissement Verviers.